# Ctenidium polychaetum
Ctenidium polychaetum är en bladmossart som beskrevs av Brotherus 1909. Ctenidium polychaetum ingår i släktet Ctenidium och familjen Hypnaceae. Inga underarter finns listade i Catalogue of Life.